# Karl Raddatz (Verwaltungsjurist)
Karl Friedrich Raddatz (* 13. März 1927 in Herne; † 2. März 2010 ebenda) war ein deutscher Verwaltungsjurist. Er war von 1975 bis 1987 Oberstadtdirektor von Herne.

## Leben und Wirken
Karl Raddatz wurde 1927 in Herne geboren und besuchte von 1933 bis 1944 dort die Volksschule und das Gymnasium. Im Herbst 1944 wurde der Jugendliche zur Wehrmacht eingezogen. Er überlebte das Kriegsgeschehen, geriet aber in Kriegsgefangenschaft. Nach seiner Rückkehr schloss er 1946 die unterbrochene Schulbildung mit dem Abitur ab. Es folgte von 1947 bis 1951 ein Studium der Rechts- und Staatswissenschaften in Mainz und Münster. Im September 1951 legte er die Erste Juristische Staatsprüfung vor dem Oberlandesgericht Hamm ab. Von Dezember 1951 bis Oktober 1953 war er als Bürogehilfe in einem Steuerberatungsbüro in Münster tätig. Nebenher arbeitete er an seiner Dissertation mit dem Titel Weisungsbefugnis vorgeordneter gegenüber nachgeordneten Behörden im Steuerverwaltungsstrafverfahren, insbesondere hinsichtlich des Erlasses von Steuerstrafbescheiden. Die Promotion zum „Dr. jur.“ erfolgte im Februar 1954. Ab November 1953 bereitete er sich für den höheren Justiz- und Verwaltungsdienst im Bezirk des Oberlandesgerichts Hamm vor. Am 10. Juli 1958 bestand er die Zweite Juristische Staatsprüfung.
Im Oktober 1958 trat Raddatz, der der SPD angehörte, in den Dienst seiner Heimatstadt Herne. Er begann als Assessor in der Stadtverwaltung, wurde dann im dortigen Rechtsamt eingesetzt und stieg vom Städtischen Rechtsrat zum Städtischen Oberrechtsrat auf. Am 4. Juni 1966 wurde er zum Stadtdirektor ernannt und leitete neben dem Rechtsamt auch das Sozialdezernat. Nach dem Zusammenschluss von Herne und Wanne-Eickel im Zuge der NRW-Gebietsreform zur neuen Stadt Herne am 1. Januar 1975 wurde er zum Beauftragten für die Wahrnehmung der Aufgaben des allgemeinen Vertreters des Hauptverwaltungsbeamten bestellt. Im Juni 1975 wurde er einstimmig zum Oberstadtdirektor gewählt. Das Amt nahm er am 15. Juli 1975 auf und hatte es bis zum 14. Juli 1987 inne.
Oberstes Anliegen des Rathauschefs Raddatz war der Erhalt der mittelzentralen Funktion von Herne. Außerdem fielen die Schaffung des Industriegeländes „Friedrich der Große“ auf dem ehemaligen Zechengelände in Horsthausen, die Errichtung des Kulturzentrums sowie die Wiederbelebung der Städtepartnerschaften in seine Amtszeit.
Er war Mitglied des Hauptausschusses, des Presseausschusses sowie des Wirtschafts- und Verkehrsausschusses des Deutschen Städtetages und gehörte dem Wirtschaftsausschuss des Städtetages Nordrhein-Westfalen an. Außerdem war er von 1974 bis 1987 Vorsitzender des Aufsichtsrates der Herner Gesellschaft für Wohnungsbau (HGW).
Er verfasste auch verschiedentlich Fachaufsätze zum kommunalen Steuerrecht und Grundstückerschließungsbeitragsrecht.
Karl Raddatz war verheiratet und hatte eine Tochter und einen Sohn. Er starb am 2. März 2010 in Herne.

## Auszeichnungen
- Ehrenring der Stadt Herne